# Tasmarubrius milvinus
Tasmarubrius milvinus är en spindelart som först beskrevs av Simon 1903.  Tasmarubrius milvinus ingår i släktet Tasmarubrius och familjen Amphinectidae.
Artens utbredningsområde är Tasmanien. Inga underarter finns listade i Catalogue of Life.